# Робо и Страшко
„Робо и Страшко“ (на английски: Robot and Monster) е американски компютърно анимиран сериал, създаден от Дейв Преслър, Джошуа Стърнин и Дженифър Вентимилия. Главните герои Робо и Страшко са озвучени съответно от Къртис Армстронг и комика Харланд Уилямс. Продукцията започва през 2009 г. и е поръчан за цял сезон от 26 епизода през 2010 г., преди най-после да се излъчи премиерно по Nickelodeon на 4 август 2012 г. Някои от епизодите са излъчени по Nickelodeon, но няколко епизода са неизлъчени в канала. Някои от тези епизоди по-късно са излъчени премиерно по Nicktoons.

## В България
В България сериалът започва излъчване по локалната версия на Nickelodeon през ноември 2013 г. с дублаж на български език, записан в дублажно студио „Александра Аудио“. Екипът се състои от:
| Изпълнителен продуцент | Васил Новаков                                                               |
| Преводач               | Дина Колева                                                                 |
| Озвучаващи артисти     | Христо Димитров Алекс Анмахян Мариета Петрова Христо Бонин Здравко Димитров |
| Тонрежисьор            | Георги Тончев                                                               |
| Режисьор на дублажа    | Георги Стоянов                                                              |